# Junta del Reino de Galicia

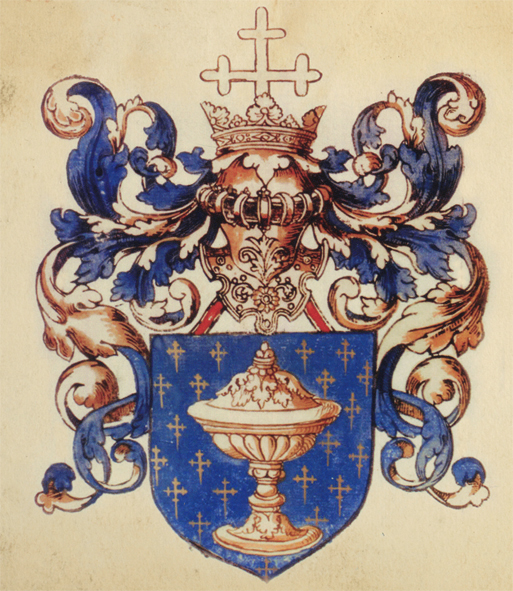
Escudo del Reino de Galicia.

La Junta del Reino de Galicia (Xunta do Reino de Galicia en gallego) fue la representación del Reino de Galicia desde 1528 hasta la reforma liberal del estado en 1833 (ver División territorial de España en 1833).
Fue un organismo colectivo formado por los diputados que se reunían para tratar asuntos relacionados al conjunto del reino. Su origen no está claro y hoy en día se acepta una relación directa entre la Junta y las reuniones de la Santa Hermandad, de las que partiría la costumbre de mantener reuniones periódicas entre los representantes de las principales ciudades para solventar las cuestiones relativas al reparto de tributos y levas militares. Uno de los aspectos más interesantes en relación con la actuación de la Junta era el sistema de votación en las Cortes.

Logo utilizado desde 2021 por la Junta de Galicia.

Galicia perdió la posibilidad de tener voto en las Cortes de la Corona de Castilla, y era la ciudad de Zamora la que hablaba por ella desde mediados del siglo XV. No se sabe con certeza cómo perdió este derecho que poseía Galicia. En 1623, gracias a las gestiones de los diplomáticos gallegos Lemos y Gondomar (mediante el pago de 100.000 ducados) Galicia recuperó el voto en las Cortes. Sin embargo, el esfuerzo fue en vano ya que era una época en que las Cortes tuvieron un papel escaso o casi nulo. 
A pesar de la positiva valoración que hicieron de la actuación de la Junta del Reino historiadores como Manuel Murguía no fue una institución realmente representativa del conjunto del Reino, ni por los asuntos que abarca ni por los intereses que defiende. Actuó como un órgano intermedio, consultivo, de equilibrio entre las autonomías locales y los deseos regios a los que casi nunca se opuso. Mantuvo una actitud poco reivindicativa [cita requerida] y esto estuvo causado por la composición social de la Junta en la que predominaban individuos pertenecientes a la pequeña nobleza provincial y a las oligarquías urbanas, es decir, por elementos de la hidalguía intermediaria. La reforma liberal de 1833 acabó con la Junta del reino y también con el Reino de Galicia, e hizo aparecer las cuatro provincias, cuyos territorios se mantienen en la actualidad.